# Török (település)
Török (szlovákul: Turecká) község Szlovákiában, a Besztercebányai kerületben, a Besztercebányai járásban.

## Fekvése
Besztercebányától 17 km-re északra, a Nagy-Fátra területén fekszik.

## Története
A falu favágók és szénégetők településeként az óhegyi bányák környékén, a bányakamara területén keletkezett a 16. században. Egykor két faluból állt, Alsó- és Felsőtörökből egyesült. Alsótörök első írásos említése „Turetzka” néven 1563-ból származik. 1808-ban Kistörökként említik.
Felsőtörököt 1710-ben „Oberturetzka” alakban említik először. 1808-ban Nagytörökként említik.
Fényes Elek 1851-ben kiadott geográfiai szótárában így ír a településről: „Turecska (Kis és Nagy), két összeolvadt tót falu, Zólyom vármegyében, a zólyomi, thuróczi, liptai határok összejövetelénél; 139 kath., 35 evang. lak. F. u. a kamara.”
Később a két települést Óhegyhez csatolták. A trianoni diktátumig területe Zólyom vármegye Besztercebányai járásához tartozott.
A ma már önálló település egyre inkább a téli sportok és a hegyi turizmus egyik központjává válik.

## Népessége
| Év:            | 1994. | 2004.   | 2014.   | 2024.    |
| -------------- | ----- | ------- | ------- | -------- |
| Emberek száma: | 137   | 139     | 147     | 165      |
| Eltérés:       |       | +1,45 % | +5,75 % | +12,24 % |

| Év:            | 2023. | 2024.   |
| -------------- | ----- | ------- |
| Emberek száma: | 158   | 165     |
| Eltérés:       |       | +4,43 % |

1828-ban 70 házában 548 lakos élt.
2001-ben 127 lakosából 125 szlovák volt.
2011-ben 153 lakosából 150 szlovák.

## Nevezetességei
- A Rózsafüzér királynője tiszteletére szentelt kápolnája 1907-ben épült. 1994-ben felújították.

## Külső hivatkozások
- Hivatalos oldal
- E-obce.sk Archiválva 2008. február 19-i dátummal a Wayback Machine-ben
- Községinfó
- Török Szlovákia térképén
- Skiturecka.sk
- Tourist-channel.sk
- Eobec.sk